# Temperatur

Temperaturen beror på gaspartiklarnas hastighet. Dessa partiklar illustrerar rumstemperatur med partikelhastigheten reducerad till en 2-miljondel.

Termisk vibration hos ett segment av proteinet alfahelix: Vibrationens amplitud ökar med temperaturen

Temperatur är en fysikalisk storhet och ett mått på värmetillstånd. Värmeflödet är från en högre temperatur till en lägre temperatur. Vid lika temperatur är föremål i termisk jämvikt, se termodynamikens nollte huvudsats. Vidare kan också olika färgtoner av ljus mätas i så kallad färgtemperatur.

## Definition
Temperatur definieras som förändringen i inre energi av entropin
{\displaystyle {1 \over T}=\left({\partial S \over \partial E}\right)_{V,N}}
där T är temperaturen i kelvin (K). Partiella derivatan, med volymen V och partikelantalet N fasta, är ofta en monotont växande funktion, vilket innebär att temperaturen alltid är positiv. Ett system har alltså låg temperatur om entropin ändras mycket när det tar upp värme. Värme flödar från ett system med hög temperatur till ett system med låg temperatur till dess att systemet som avger värme inte längre förlorar mer entropi på värmeförflyttningen än systemet som tar emot värme vinner. Då värmeflödet upphör har systemen tillsammans uppnått sin maximala entropi, temperaturen är lika och systemen befinner sig i termisk jämvikt med varandra.
Temperatur kan också beskrivas som den kinetiska energin i en ideal gas, det vill säga rörelsen hos molekylerna/atomerna inom ämnet. Vid högre temperatur rör de sig mer och vid lägre temperatur mindre.

## Temperaturskalor

Bimetalltermometer med celsiusskala

- Kelvinskalan – i vetenskapliga sammanhang används idag den absoluta skalan. Den har sin nollpunkt vid den temperatur som ett medium har då det är i sitt grundtillstånd (absoluta nollpunkten) och temperaturen uttrycks i enheten kelvin (K). Notera att kelvin inte inleds med en versal eftersom det tillhör SI-enheterna precis som meter, vilket skiljer den från övriga skalor i vilka ett temperaturområde delats in i steg (grader).
- Rankine – °R eller °Raa, som har samma steglängd som °F. Utgår från absoluta nollpunkten. Vatten fryser vid 491,67°R och kokar vid 671,64°R

Före den moderna uppfattningen om temperatur användes skalor med nollpunkten satt vid andra temperaturer än den absoluta nollpunkten. Av dem är följande fortfarande i allmänt bruk:
- Celsiusskalan – den vanligaste temperaturskalan i Sverige och globalt. Uppfunnen av svensken Anders Celsius. Temperaturer anges på skalan med enheten grad Celsius (°C), vars steglängd är lika med 1 K. Vatten fryser vid 0 °C och kokar vid 100 °C.
- Fahrenheitskalan – används i USA, Västindien och Liberia. Temperaturer anges på skalan med enheten grad Fahrenheit (°F). Vatten fryser vid 32 °F och kokar vid 212 °F.

Följande formler kan användas för att konvertera mellan temperaturerna T K, tC °C och tF °F:
T = tC + 273,15
tC = 5/9 · (tF − 32)

### Äldre temperaturskalor som inte används längre
- Réaumur – °Ré, °Re eller °R. Steglängden är lika med 1,25 grader Celsius. Vatten fryser vid 0°Ré och kokar vid 80°Ré.
- Rømer – °Rø eller °R. Vatten fryser vid 7,5°Rø och kokar vid 60°Rø.
- Delisle – °De (stavas ibland de Lisle). Vatten fryser vid 150°De och kokar vid 0°De. Temperatur över kokpunkten räknas som minusgrader.

## Omvandlingstabell
|                             | Kelvin   | Celsius    | Fahrenheit | Rankine    | Delisle    | Newton    | Réaumur     | Rømer      | Oktal  |
| --------------------------- | -------- | ---------- | ---------- | ---------- | ---------- | --------- | ----------- | ---------- | ------ |
| Absoluta nollpunkten        | 0 K      | −273,15 °C | −459,67 °F | 0 °Ra      | 549,73 °De | −90,14 °N | −218,52 °Ré | −135,9 °Rø | 0      |
| Vattnets fryspunkt          | 273,15 K | 0 °C       | 32 °F      | 491,67 °Ra | 140 °De    | 0 °N      | 0 °Ré       | 7,5 °Rø    | 40     |
| Människans kroppstemperatur | 310,15 K | 37 °C      | 98,6 °F    | 558,27 °Ra | 94,5 °De   | 12,21 °N  | 29,6 °Ré    | 26,93 °Rø  | 44;25  |
| Vattnets kokpunkt           | 373,15 K | 100 °C     | 212 °F     | 671,67 °Ra | 0 °De      | 33 °N     | 80 °Ré      | 60 °Rø     | 53;556 |